# Петер Бернек
Петер Бернек (угор. Péter Bernek, 13 квітня 1992) — угорський плавець.
Олімпійський юнацький чемпіон 2010 року, учасник Ігор 2012, 2016 років.
Чемпіон світу з плавання на короткій воді 2014 року, призер 2016 року.
Призер Чемпіонату Європи з водних видів спорту 2012, 2016 років.
Чемпіон Європи з плавання на короткій воді 2015, 2017 років.